# جون ديبلير
جون ديبلير (بالإنجليزية: Jon Diebler)‏ مواليد 22 يونيو 1988 في سيلفانيا، هو لاعب كرة سلة أمريكي. بدأ مسيرته الاحترافية في سنة 2011. تم اختياره من قبل فريق بورتلاند ترايل بلايزرز خلال الدرافت. يلعب مع فريق غلطة سراي لكرة السلة. يحمل الرقم 33. يبلغ طوله 6 قدم 6 بوصة (2.0 م).

## روابط خارجية
- جون ديبلير على موقع الدوري الأوروبي لكرة السلة (الإنجليزية)
- جون ديبلير على موقع سبورتس رفرنس (الإنجليزية)
- جون ديبلير على موقع كرة السلة الأوروبية.كوم (الإنجليزية)
- جون ديبلير على موقع كلية كرة السلة في سبورتس رفرنس.كوم (الإنجليزية)
- جون ديبلير على موقع ريلجم (الإنجليزية)
- جون ديبلير على موقع بروبوليرز (الإنجليزية)
- جون ديبلير على موقع سبورتس رفرنس (الإنجليزية)